# Thèbe
Pour les articles homonymes, voir Thébé et Thèbes.

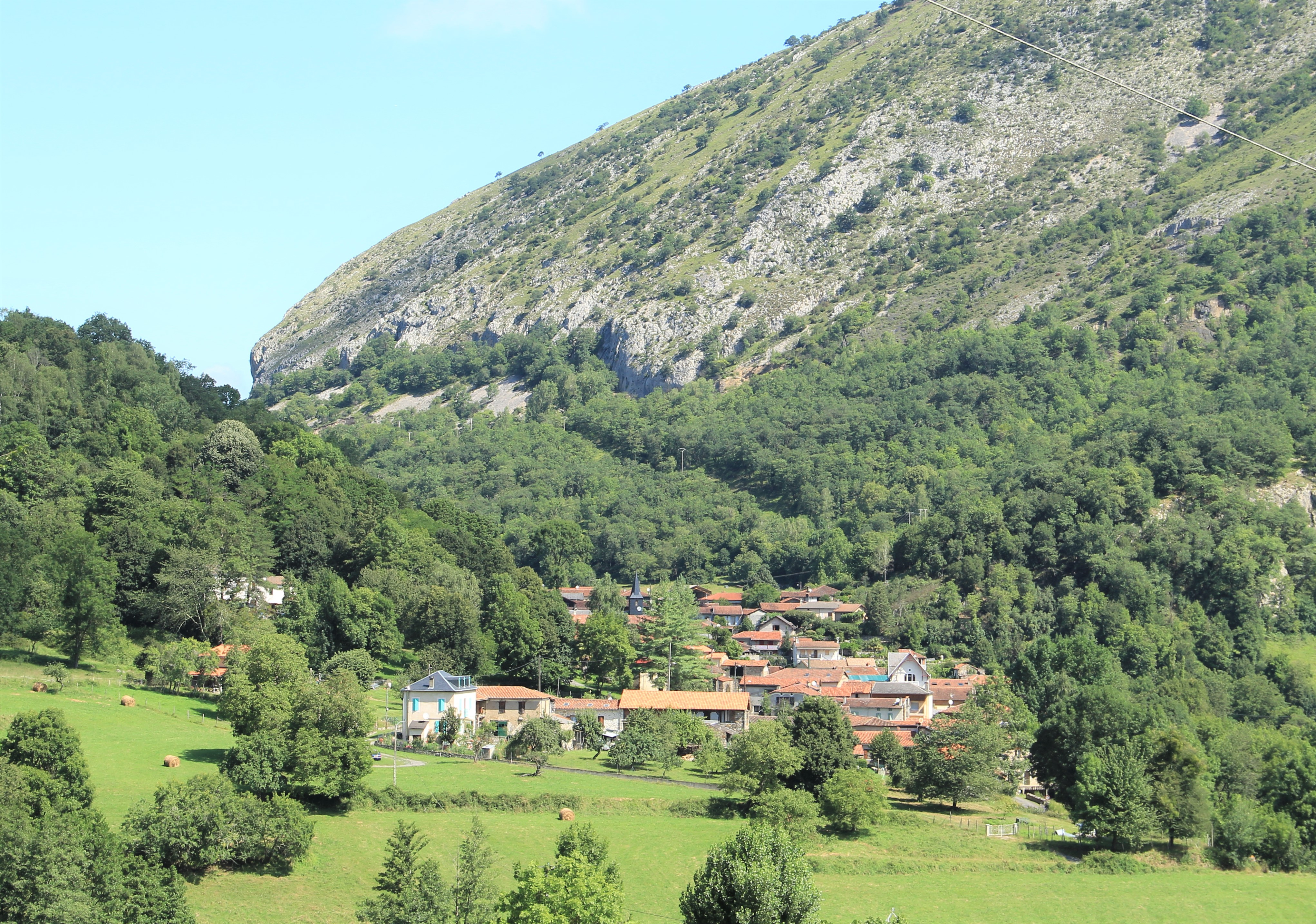
Vue en été.

Thèbe est une commune française située dans l'est du département des Hautes-Pyrénées, en région Occitanie.
Sur le plan historique et culturel, la commune est dans le pays de Comminges, correspondant à l’ancien comté de Comminges, circonscription de la province de Gascogne située sur les départements actuels du Gers, de la Haute-Garonne, des Hautes-Pyrénées et de l'Ariège. Exposée à un climat de montagne, elle est drainée par le ruisseau de Gouhouron et par deux autres cours d'eau. La commune possède un patrimoine naturel remarquable composé de six zones naturelles d'intérêt écologique, faunistique et floristique.
Thèbe est une commune rurale qui compte 91 habitants en 2022, après avoir connu un pic de population de 596 habitants en 1831. Ses habitants sont appelés les Thébens ou  Thébennes.

## Géographie

### Localisation
La commune de Thèbe se trouve dans le département des Hautes-Pyrénées, en région Occitanie.
Elle se situe à 51 km à vol d'oiseau de Tarbes, préfecture du département, à 37 km de Bagnères-de-Bigorre, sous-préfecture, et à 24 km de Lannemezan, bureau centralisateur du canton de la Vallée de la Barousse dont dépend la commune depuis 2015 pour les élections départementales.
La commune fait en outre partie du bassin de vie de Montréjeau.
Les communes les plus proches sont : 
Cazarilh (1,2 km), Troubat (1,4 km), Bramevaque (1,8 km), Siradan (1,8 km), Mauléon-Barousse (2,0 km), Samuran (2,4 km), Sainte-Marie (2,6 km), Gembrie (3,0 km).
Sur le plan historique et culturel, Thèbe fait partie du pays de Comminges, correspondant à l’ancien comté de Comminges, circonscription de la province de Gascogne située sur les départements actuels du Gers, de la Haute-Garonne, des Hautes-Pyrénées et de l'Ariège.
Thèbe est limitrophe de neuf autres communes, dont deux au sud en Haute-Garonne (Esténos par un quadripoint au sommet de Cot de Coudous, et Cierp-Gaud). Elle est aussi limitrophe de la commune de Mauléon-Barousse en deux endroits disjoints séparés par la commune de Cazarilh : à l'ouest sur environ 150 mètres et au sud-ouest sur 50 mètres au Soum d'Escleté,.

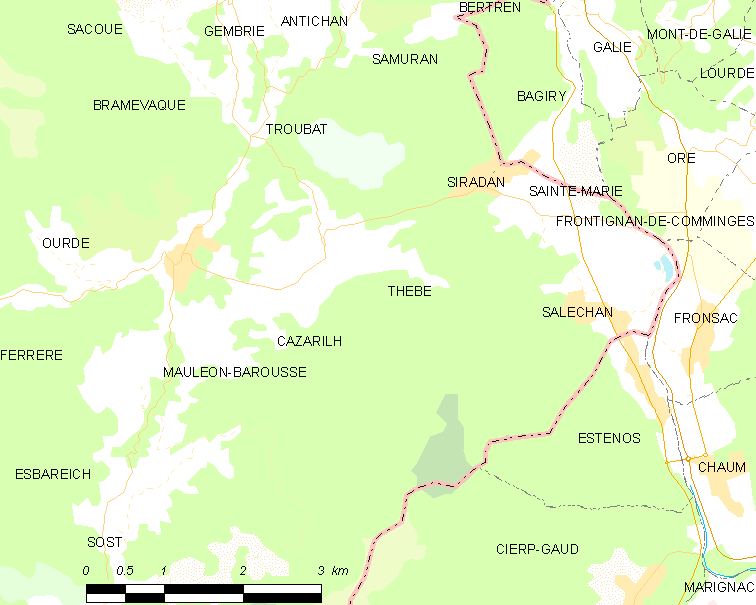
Carte de la commune de Thèbe et des proches communes.

| Troubat                    | Samuran                    | Siradan                 |
| Mauléon-Barousse           | Thèbe                      | Saléchan                |
| Cazarilh, Mauléon-Barousse | Cierp-Gaud (Haute-Garonne) | Esténos (Haute-Garonne) |

### Hydrographie
La commune est dans le bassin versant de la Garonne, au sein du bassin hydrographique Adour-Garonne. Elle est drainée par le ruisseau de Gouhouron, le ruisseau de Saguillère et par un petit cours d'eau, constituant un réseau hydrographique de 9 km de longueur totale,.

### Climat
Le climat qui caractérise la commune est qualifié, en 2010, de « climat des marges montargnardes », selon la typologie des climats de la France qui compte alors huit grands types de climats en métropole. En 2020, la commune ressort du type « climat de montagne » dans la classification établie par Météo-France, qui ne compte désormais, en première approche, que cinq grands types de climats en métropole. Pour ce type de climat, la température décroît rapidement en fonction de l'altitude. On observe une nébulosité minimale en hiver et maximale en été. Les vents et les précipitations varient notablement selon le lieu.
Les paramètres climatiques qui ont permis d’établir la typologie de 2010 comportent six variables pour les températures et huit pour les précipitations, dont les valeurs correspondent à la normale 1971-2000. Les sept principales variables caractérisant la commune sont présentées dans l'encadré ci-après.
| Paramètres climatiques communaux sur la période 1971-2000 - Moyenne annuelle de température : 10,7 °C - Nombre de jours avec une température inférieure à −5 °C : 7,2 j - Nombre de jours avec une température supérieure à 30 °C : 4,2 j - Amplitude thermique annuelle : 15,2 °C - Cumuls annuels de précipitation : 1 101 mm - Nombre de jours de précipitation en janvier : 9,7 j - Nombre de jours de précipitation en juillet : 8 j |

Avec le changement climatique, ces variables ont évolué. Une étude réalisée en 2014 par la Direction générale de l'Énergie et du Climat complétée par des études régionales prévoit en effet que la  température moyenne devrait croître et la pluviométrie moyenne baisser, avec toutefois de fortes variations régionales. Ces changements peuvent être constatés sur la station météorologique de Météo-France la plus proche, « Mauléon-Barousse », sur la commune de Mauléon-Barousse, mise en service en 1995 et qui se trouve à 2 km à vol d'oiseau,, où la température moyenne annuelle est de 12,3 °C et la hauteur de précipitations de 1 121,4 mm pour la période 1981-2010.
Sur la station météorologique historique la plus proche, « Tarbes-Lourdes-Pyrénées », sur la commune d'Ossun, mise en service en 1946 et à 56 km, la température moyenne annuelle évolue de 12,2 °C pour la période 1971-2000, à 12,6 °C pour 1981-2010, puis à 12,9 °C pour 1991-2020.

### Milieux naturels et biodiversité
L’inventaire des zones naturelles d'intérêt écologique, faunistique et floristique (ZNIEFF) a pour objectif de réaliser une couverture des zones les plus intéressantes sur le plan écologique, essentiellement dans la perspective d’améliorer la connaissance du patrimoine naturel national et de fournir aux différents décideurs un outil d’aide à la prise en compte de l’environnement dans l’aménagement du territoire.
Trois ZNIEFF de type 1 sont recensées sur la commune :
- les « Chaînon du sommet d'Antenac au cap de Pouy de Hourmigué » (5 751 ha), couvrant 22 communes dont 16 dans la Haute-Garonne et six dans les Hautes-Pyrénées[23] ;
- « la Garonne de la frontière franco-espagnole jusqu'à Montréjeau » (469 ha), couvrant 38 communes dont 28 dans la Haute-Garonne et dix dans les Hautes-Pyrénées[24],
- les « rochers calcaires et milieux associés du Mail de Maubourg à la montagne de Gert » (1 354 ha), couvrant 11 communes dont une dans la Haute-Garonne et dix dans les Hautes-Pyrénées[25] ;

et trois ZNIEFF de type 2, : 
- les « Garonne amont, Pique et Neste » (1 788 ha), couvrant 112 communes dont 42 dans la Haute-Garonne et 70 dans les Hautes-Pyrénées[26] ;
- le « massif de la Barousse et chaînon du sommet d´Antenac au cap de Pouy de Hourmigué » (15 691 ha), couvrant 33 communes dont 18 dans la Haute-Garonne et 15 dans les Hautes-Pyrénées[27] ;
- les « montagnes sèches et rocheuses en rives gauche et droite de l'Ourse et à Saint-Bertrand-de-Comminges » (5 147 ha), couvrant 24 communes dont deux dans la Haute-Garonne et 22 dans les Hautes-Pyrénées[28].

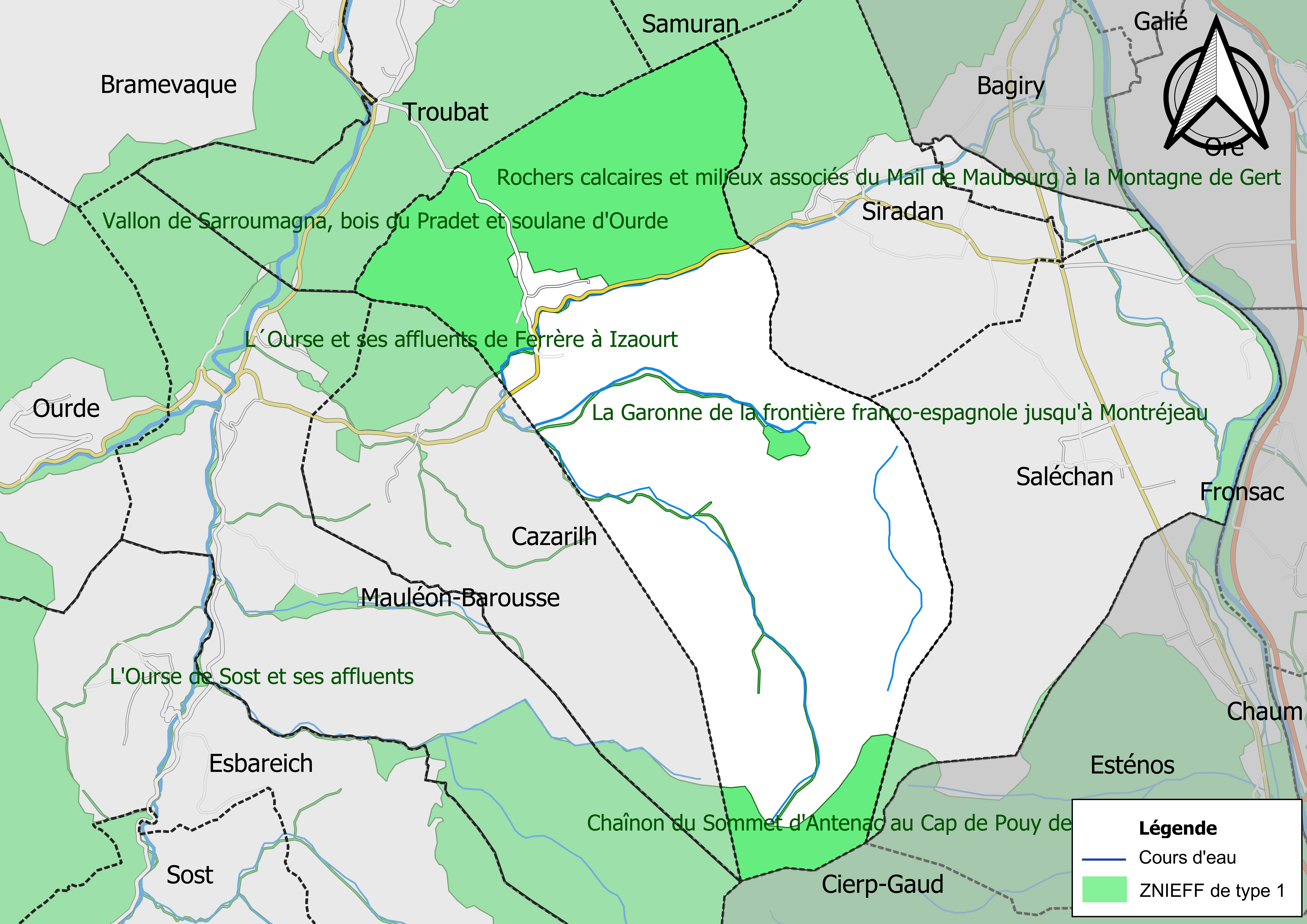
Carte des ZNIEFF de type 1 sur la commune.
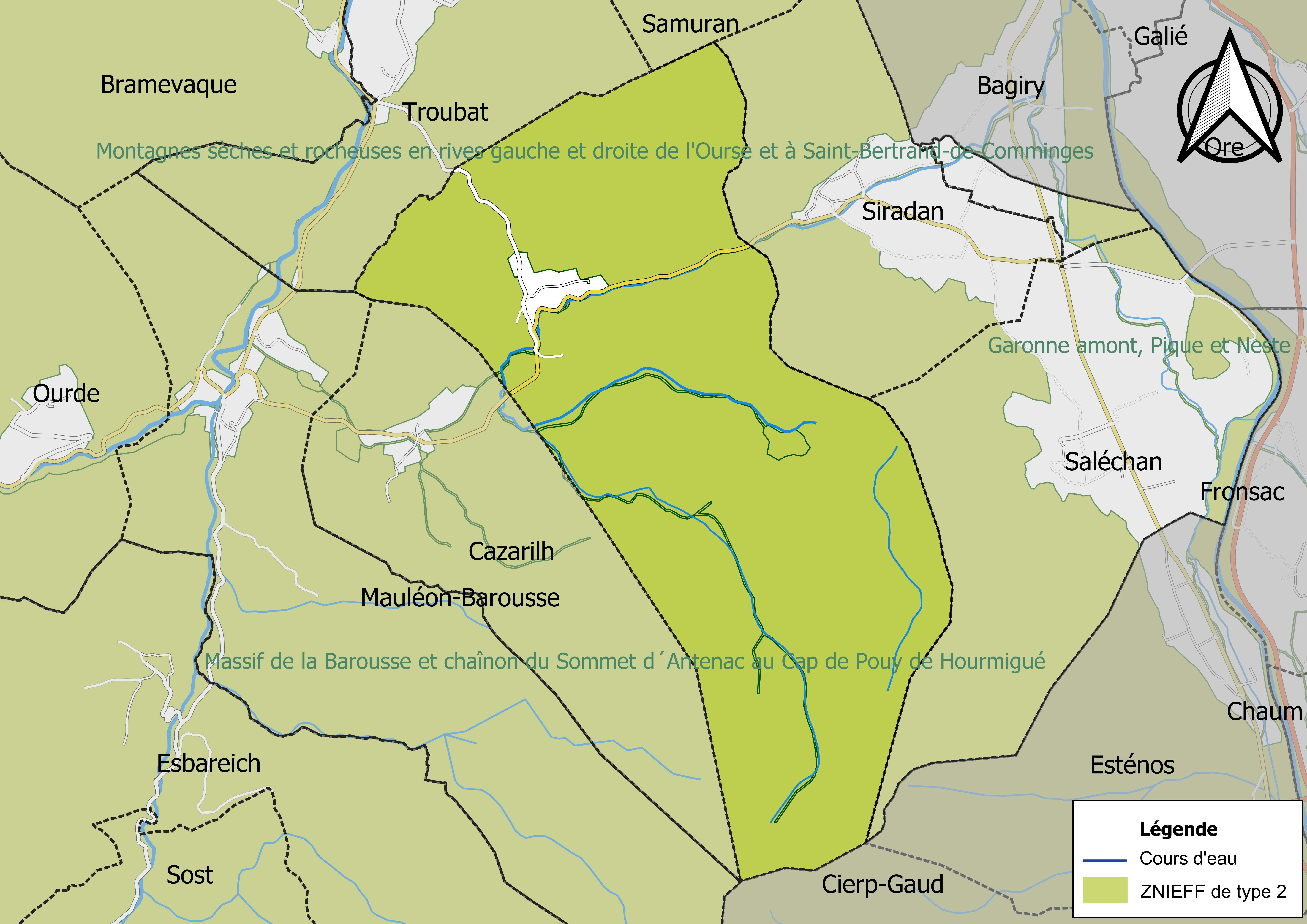
Carte des ZNIEFF de type 2 sur la commune.

## Urbanisme

### Typologie
Au 1er janvier 2024, Thèbe est catégorisée commune rurale à habitat dispersé, selon la nouvelle grille communale de densité à sept niveaux définie par l'Insee en 2022.
Elle est située hors unité urbaine et hors attraction des villes,.

### Occupation des sols
L'occupation des sols de la commune, telle qu'elle ressort de la base de données européenne d’occupation biophysique des sols Corine Land Cover (CLC), est marquée par l'importance des forêts et milieux semi-naturels (83,6 % en 2018), une proportion identique à celle de 1990 (83,6 %). La répartition détaillée en 2018 est la suivante : 
forêts (76,3 %), prairies (16,4 %), espaces ouverts, sans ou avec peu de végétation (7,3 %).
L'IGN met par ailleurs à disposition un outil en ligne permettant de comparer l’évolution dans le temps de l’occupation des sols de la commune (ou de territoires à des échelles différentes). Plusieurs époques sont accessibles sous forme de cartes ou photos aériennes : la carte de Cassini (XVIIIe siècle), la carte d'état-major (1820-1866) et la période actuelle (1950 à aujourd'hui).

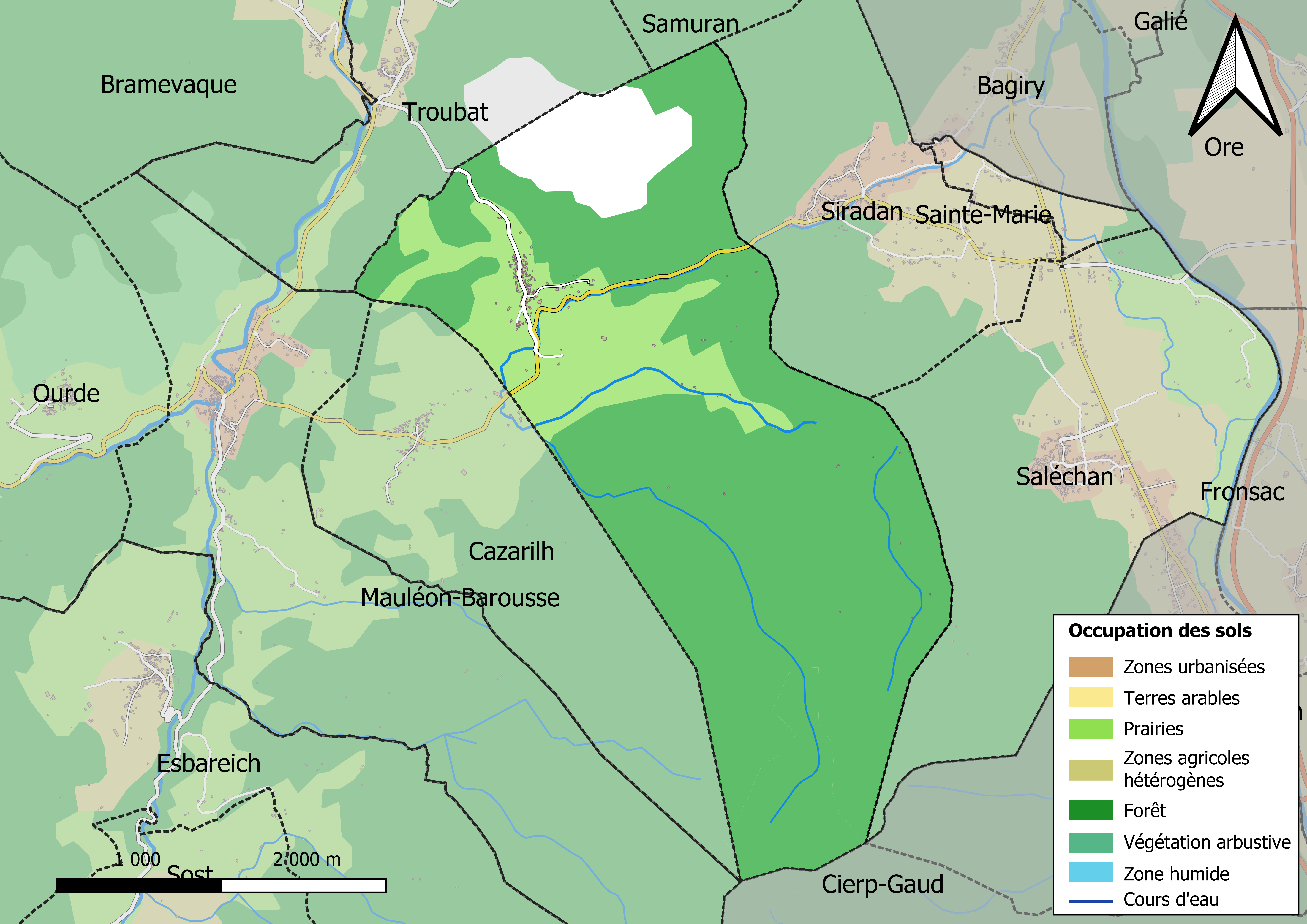
Carte des infrastructures et de l'occupation des sols en 2018 (CLC) de la commune.
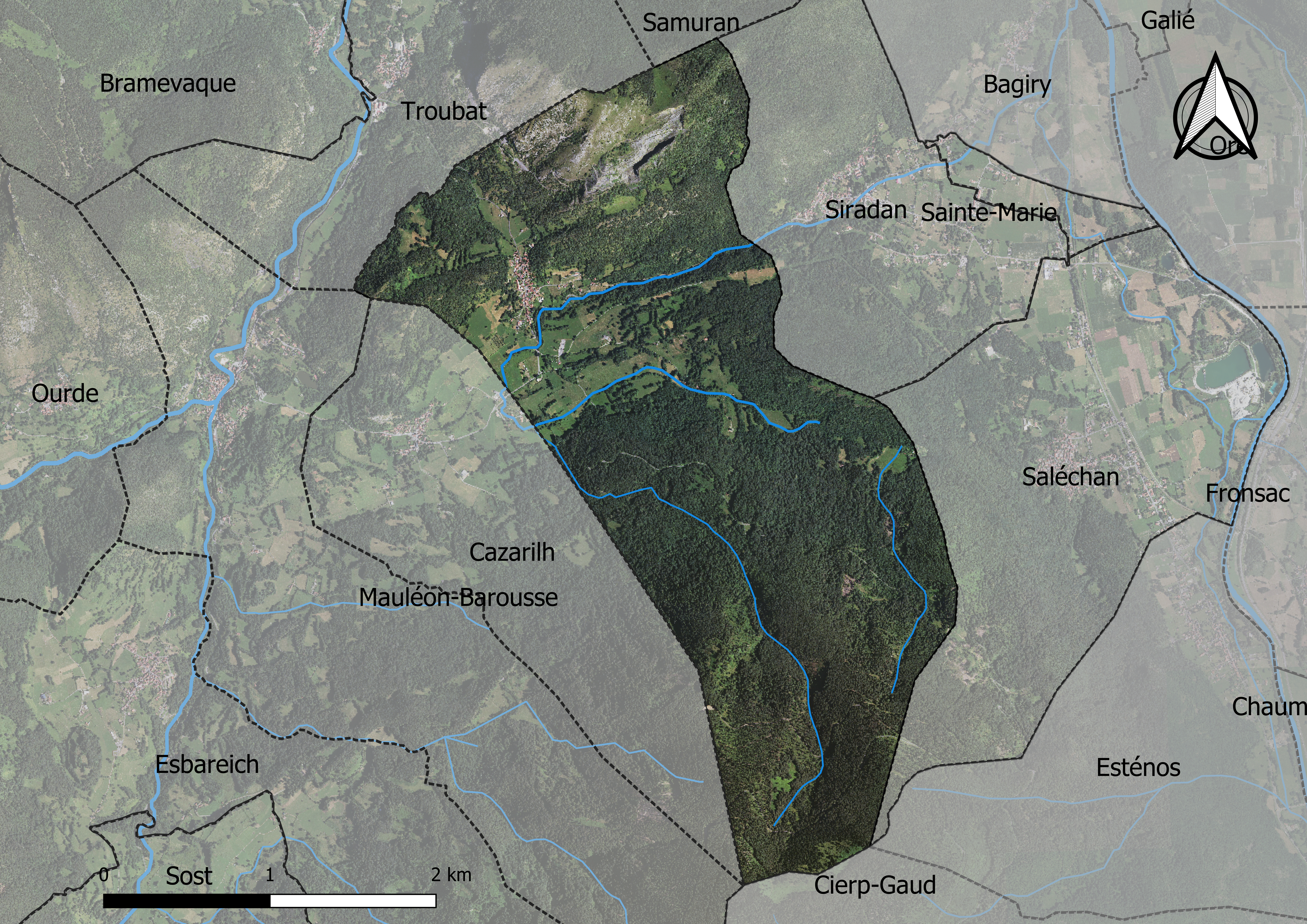
Carte orthophotogrammétrique de la commune.

### Voies de communication et transports
Cette commune est desservie par la route départementale D 924 et par la route départementale D 22.

### Risques majeurs
Le territoire de la commune de Thèbe est vulnérable à différents aléas naturels : météorologiques (tempête, orage, neige, grand froid, canicule ou sécheresse), inondations, feux de forêts, mouvements de terrains et séisme (sismicité moyenne). Il est également exposé à un risque particulier : le risque de radon. Un site publié par le BRGM permet d'évaluer simplement et rapidement les risques d'un bien localisé soit par son adresse soit par le numéro de sa parcelle.

#### Risques naturels
Certaines parties du territoire communal sont susceptibles d’être affectées par le risque d’inondation par débordement de cours d'eau, notamment La cartographie des zones inondables en ex-Midi-Pyrénées réalisée dans le cadre du XIe Contrat de plan État-région, visant à informer les citoyens et les décideurs sur le risque d’inondation, est accessible sur le site de la DREAL Occitanie. La commune a été reconnue en état de catastrophe naturelle au titre des dommages causés par les inondations et coulées de boue survenues en 1982, 1999 et 2009,.
Thèbe est exposée au risque de feu de forêt. Un plan départemental de protection des forêts contre les incendies a été approuvé par arrêté préfectoral le 21 avril 2020 pour la période 2020-2029. Le précédent couvrait la période 2007-2017. L’emploi du feu est régi par deux types de réglementations. D’abord le code forestier et l’arrêté préfectoral du 27 octobre 2014, qui réglementent l’emploi du feu à moins de 200 m des espaces naturels combustibles sur l’ensemble du département. Ensuite celle établie dans le cadre de la lutte contre la pollution de l’air, qui interdit le brûlage des déchets verts des particuliers. L’écobuage est quant à lui réglementé dans le cadre de commissions locales d’écobuage (CLE)

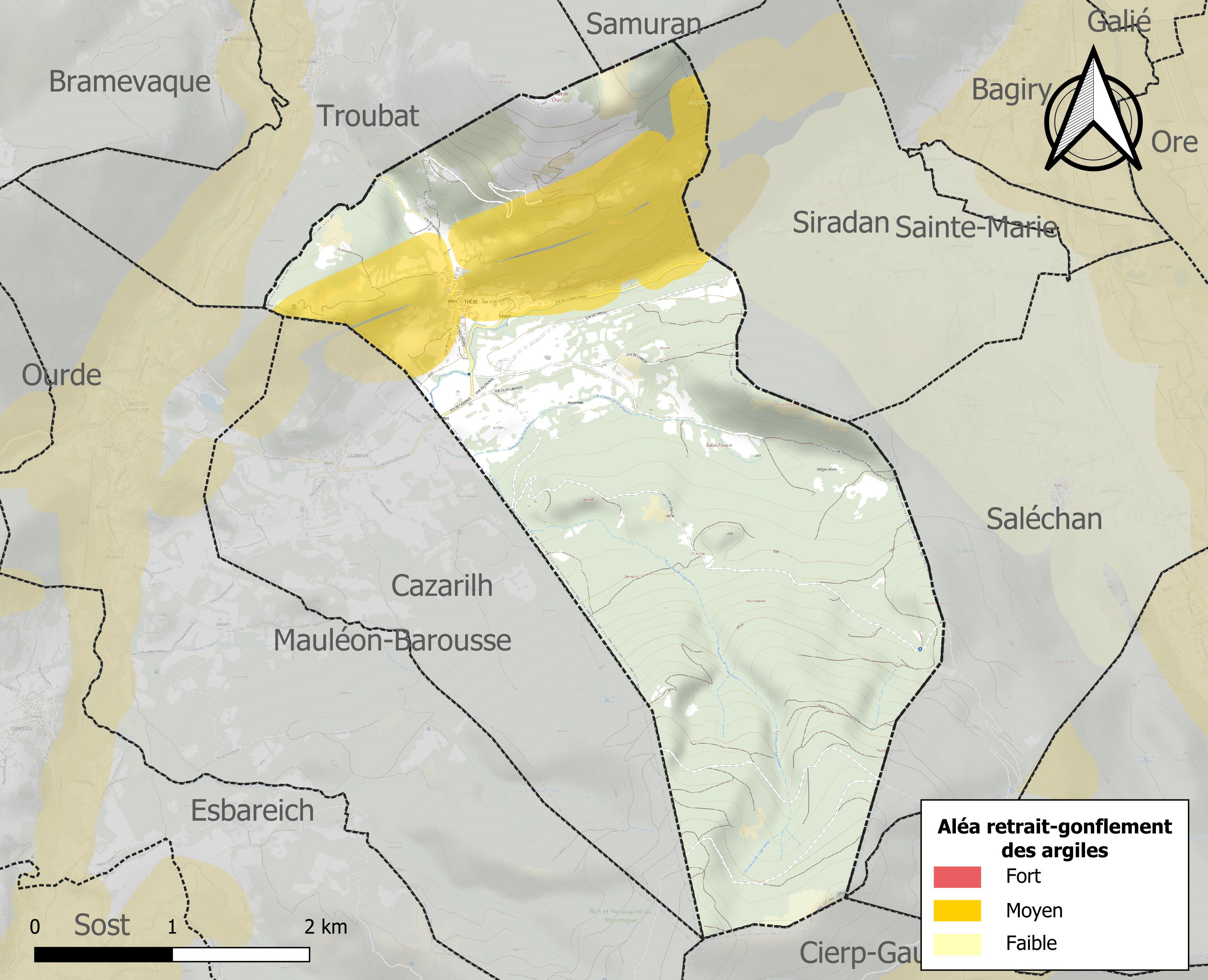
Carte des zones d'aléa retrait-gonflement des sols argileux de Thèbe.

Les mouvements de terrains susceptibles de se produire sur la commune sont des tassements différentiels.
Le retrait-gonflement des sols argileux est susceptible d'engendrer des dommages importants aux bâtiments en cas d’alternance de périodes de sécheresse et de pluie. 17,4 % de la superficie communale est en aléa moyen ou fort (44,5 % au niveau départemental et 48,5 % au niveau national). Sur les 79 bâtiments dénombrés sur la commune en 2019, 60 sont en aléa moyen ou fort, soit 76 %, à comparer aux 75 % au niveau départemental et 54 % au niveau national. Une cartographie de l'exposition du territoire national au retrait gonflement des sols argileux est disponible sur le site du BRGM,.
Par ailleurs, afin de mieux appréhender le risque d’affaissement de terrain, l'inventaire national des cavités souterraines permet de localiser celles situées sur la commune.
Concernant les mouvements de terrains, la commune a été reconnue en état de catastrophe naturelle au titre des dommages causés par des mouvements de terrain en 1999.

#### Risque particulier
Dans plusieurs parties du territoire national, le radon, accumulé dans certains logements ou autres locaux, peut constituer une source significative d’exposition de la population aux rayonnements ionisants. Certaines communes du département sont concernées par le risque radon à un niveau plus ou moins élevé. Selon la classification de 2018, la commune de Thèbe est classée en zone 3, à savoir zone à potentiel radon significatif.

## Toponymie

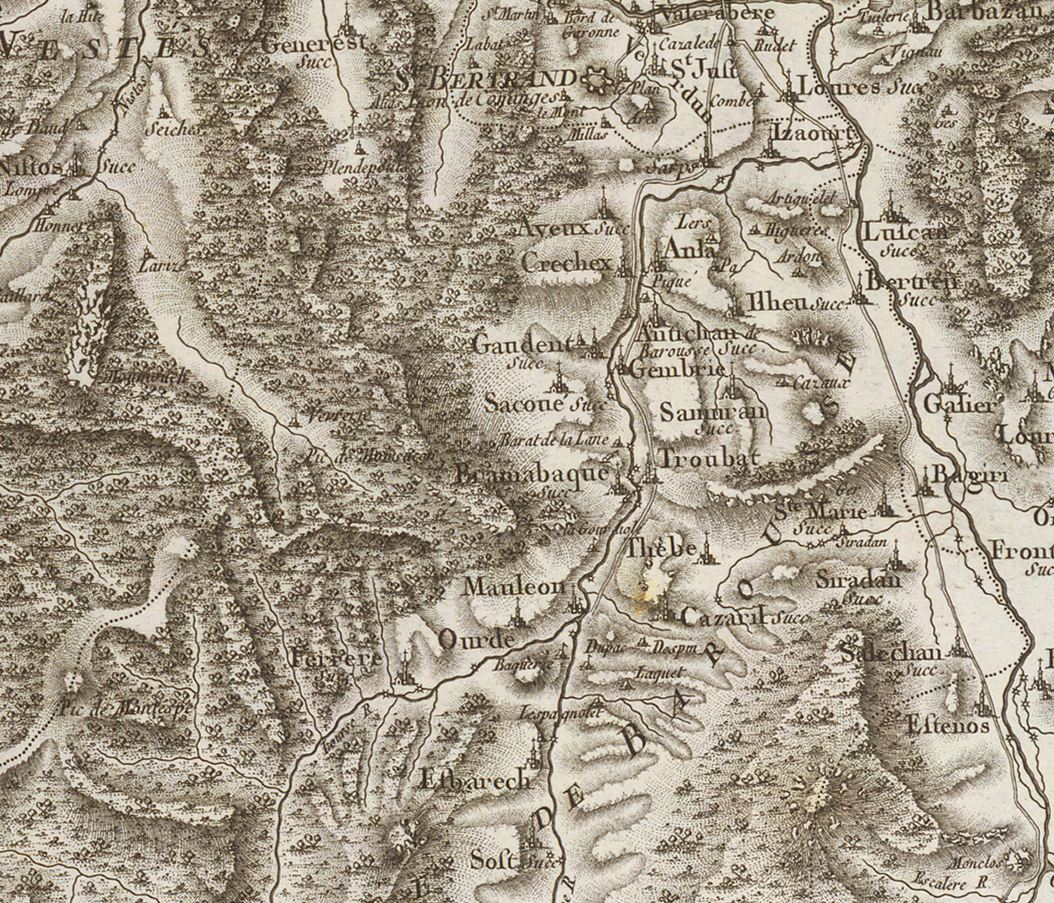
Extrait de la carte de Cassini (entre 1756 et 1789) situant Thèbe au sud de Mauléon-Barousse.

On trouvera les principales informations dans le Dictionnaire toponymique des communes des Hautes-Pyrénées de Michel Grosclaude et Jean-François Le Nail qui rapporte les dénominations historiques du village : 
- De Theve (1387, pouillé du Comminges) ;
- Thèbe, fin XVIIIe siècle, sur la carte de Cassini.

Nom occitan : Teve.

## Politique et administration

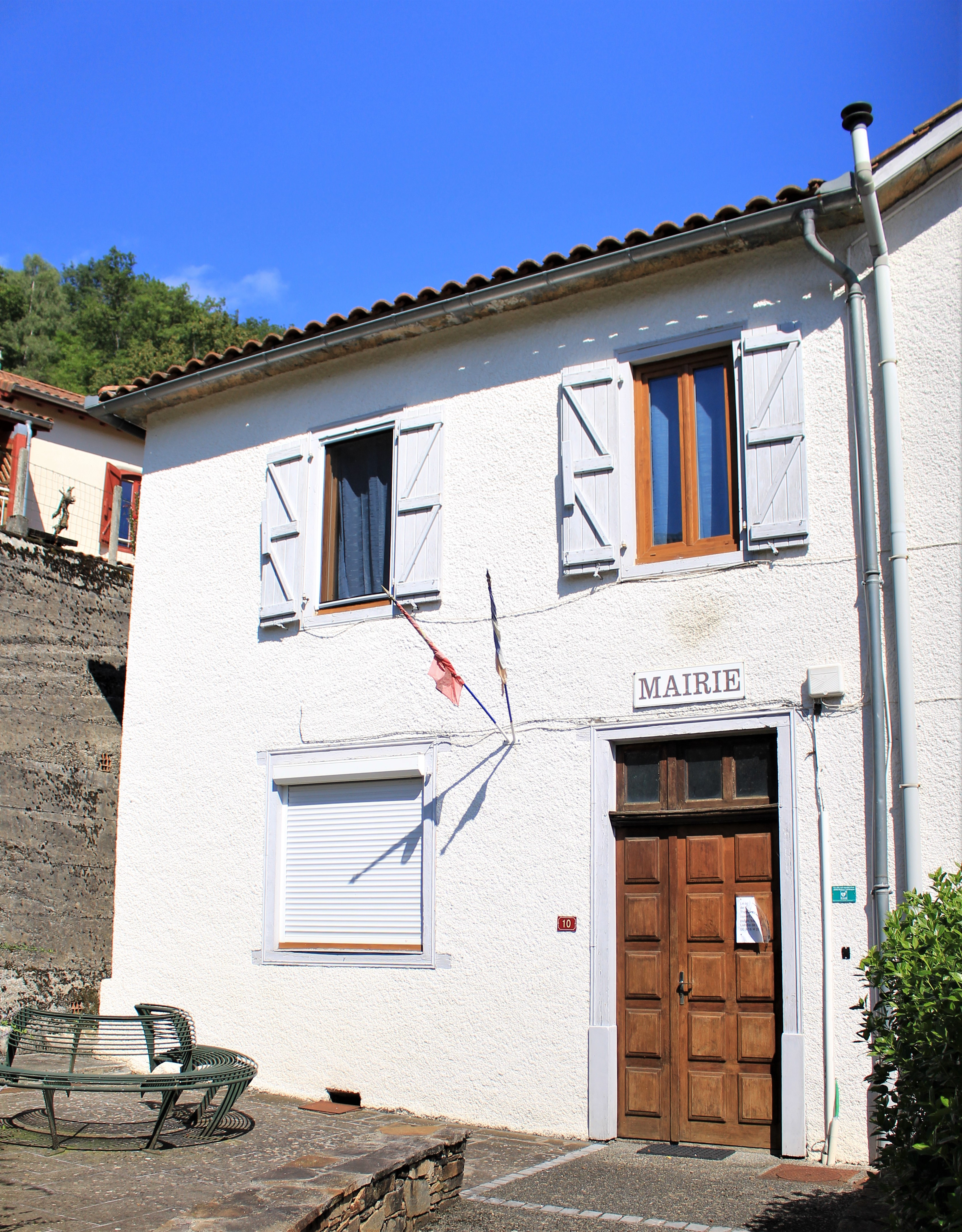
La mairie en 2023.

### Liste des maires
| Période                                  | Période        | Identité           | Étiquette | Qualité |
| ---------------------------------------- | -------------- | ------------------ | --------- | ------- |
| Les données manquantes sont à compléter. |                |                    |           |         |
|                                          |                |                    |           |         |
| 1997                                     | janvier 2010   | Christophe Sapène  |           |         |
| janvier 2010                             | juillet 2012   | Marie-Claude Bosc  |           |         |
| août 2012 (réélu en mars 2014)           | septembre 2017 | Jean-Louis Foix    |           |         |
| 12 septembre 2017                        | En cours       | Sébastien Antichan |           |         |

### Rattachements administratifs et électoraux

#### Intercommunalité
Thèbe fait partie de la communauté de communes Neste Barousse, créée en janvier 2017, qui réunit 43 communes

## Population et société

### Démographie

#### Évolution démographique
L'évolution du nombre d'habitants est connue à travers les recensements de la population effectués dans la commune depuis 1793. Pour les communes de moins de 10 000 habitants, une enquête de recensement portant sur toute la population est réalisée tous les cinq ans, les populations de référence des années intermédiaires étant quant à elles estimées par interpolation ou extrapolation. Pour la commune, le premier recensement exhaustif entrant dans le cadre du nouveau dispositif a été réalisé en 2007.

En 2022, la commune comptait 91 habitants, en évolution de +15,19 % par rapport à 2016 (Hautes-Pyrénées : +1,59 %, France hors Mayotte : +2,11 %).
| 1793 | 1800 | 1806 | 1821 | 1831 | 1836 | 1841 | 1846 | 1851 |
| ---- | ---- | ---- | ---- | ---- | ---- | ---- | ---- | ---- |
| 381  | 256  | 376  | 525  | 596  | 553  | 539  | 540  | 572  |

| 1856 | 1861 | 1866 | 1872 | 1876 | 1881 | 1886 | 1891 | 1896 |
| ---- | ---- | ---- | ---- | ---- | ---- | ---- | ---- | ---- |
| 570  | 513  | 502  | 428  | 508  | 421  | 398  | 411  | 408  |

| 1901 | 1906 | 1911 | 1921 | 1926 | 1931 | 1936 | 1946 | 1954 |
| ---- | ---- | ---- | ---- | ---- | ---- | ---- | ---- | ---- |
| 325  | 314  | 296  | 223  | 173  | 130  | 130  | 127  | 112  |

| 1962 | 1968 | 1975 | 1982 | 1990 | 1999 | 2006 | 2007 | 2012 |
| ---- | ---- | ---- | ---- | ---- | ---- | ---- | ---- | ---- |
| 89   | 67   | 78   | 66   | 54   | 49   | 71   | 74   | 81   |

| 2017 | 2022 | - | - | - | - | - | - | - |
| ---- | ---- | - | - | - | - | - | - | - |
| 76   | 91   | - | - | - | - | - | - | - |

| selon la population municipale des années : | 1968 | 1975 | 1982 | 1990 | 1999 | 2006 | 2009 | 2013 |
| Rang de la commune dans le département      | 395  | 454  | 304  | 398  | 387  | 362  | 346  | 343  |
| Nombre de communes du département           | 479  | 473  | 473  | 474  | 474  | 474  | 474  | 474  |

### Enseignement

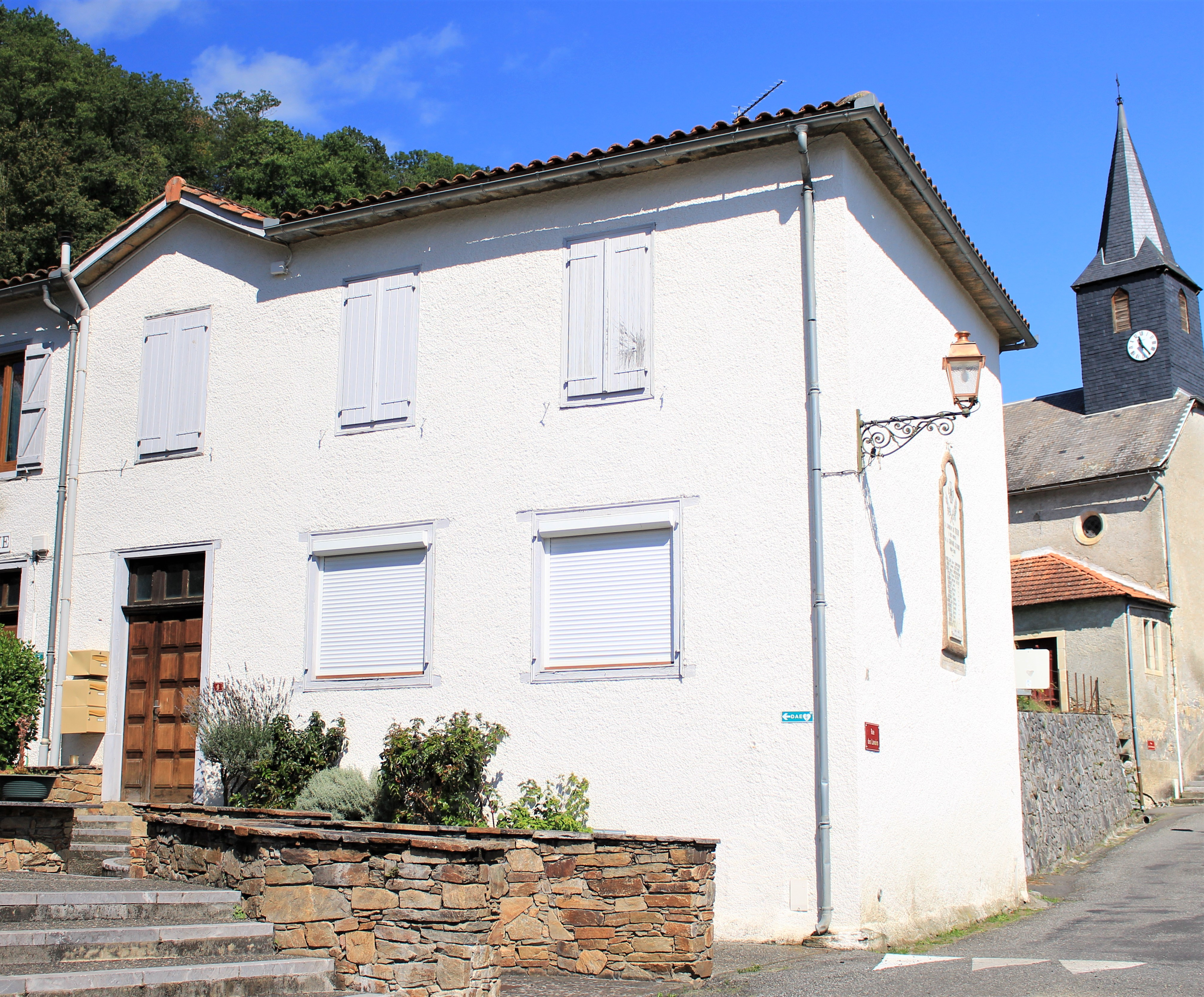
L'ancienne école en 2023.

La commune dépend de l'académie de Toulouse. Elle ne dispose plus d'école en 2019.

## Protection environnementale
Depuis 2009, la zone des Rochers calcaires et milieux associés du Mail de Maubourg à la Montagne de Gert est répertoriée en ZNIEFF de type 1, avec une superficie de 1 353,97 hectares ; elle s'étend sur une partie de la commune de Thèbe.
Le clocher de l'église est un lieu d'abri pour les chauves-souris, et fait partie de la zone répertoriée en ZNIEFF de type 1.

## Économie

### Emploi
|                | 2008   | 2013  | 2018   |
| -------------- | ------ | ----- | ------ |
| Commune        | 10,3 % | 4,8 % | 11,4 % |
| Département    | 7,7 %  | 9,4 % | 9,8 %  |
| France entière | 8,3 %  | 10 %  | 10 %   |

En 2018, la population âgée de 15 à 64 ans s'élève à 35 personnes, parmi lesquelles on compte 68,6 % d'actifs (57,1 % ayant un emploi et 11,4 % de chômeurs) et 31,4 % d'inactifs,. Depuis 2008, le taux de chômage communal (au sens du recensement) des 15-64 ans est supérieur à celui de la France et du département.
La commune est hors attraction des villes,. Elle compte 10 emplois en 2018, contre 3 en 2013 et 12 en 2008. Le nombre d'actifs ayant un emploi résidant dans la commune est de 20, soit un indicateur de concentration d'emploi de 49,6 % et un taux d'activité parmi les 15 ans ou plus de 41,4 %.
Sur ces 20 actifs de 15 ans ou plus ayant un emploi, 4 travaillent dans la commune, soit 20 % des habitants. Pour se rendre au travail, 85 % des habitants utilisent un véhicule personnel ou de fonction à quatre roues, 5 % les transports en commun, 5 % s'y rendent en deux-roues, à vélo ou à pied et 5 % n'ont pas besoin de transport (travail au domicile).

## Culture locale et patrimoine

### Lieux et monuments
- Église Saint-Félix.
- Monument à saint Roch avec une ancienne statue en bois, dessous une plaque commémorative de 1891, la commune reconnaissante à ses bienfaiteurs : Mr - Mme Andrillon Jean-Michel et Garonne Jean.
- Nombreux abreuvoirs.
- Un ancien lavoir.
- Monument aux morts.

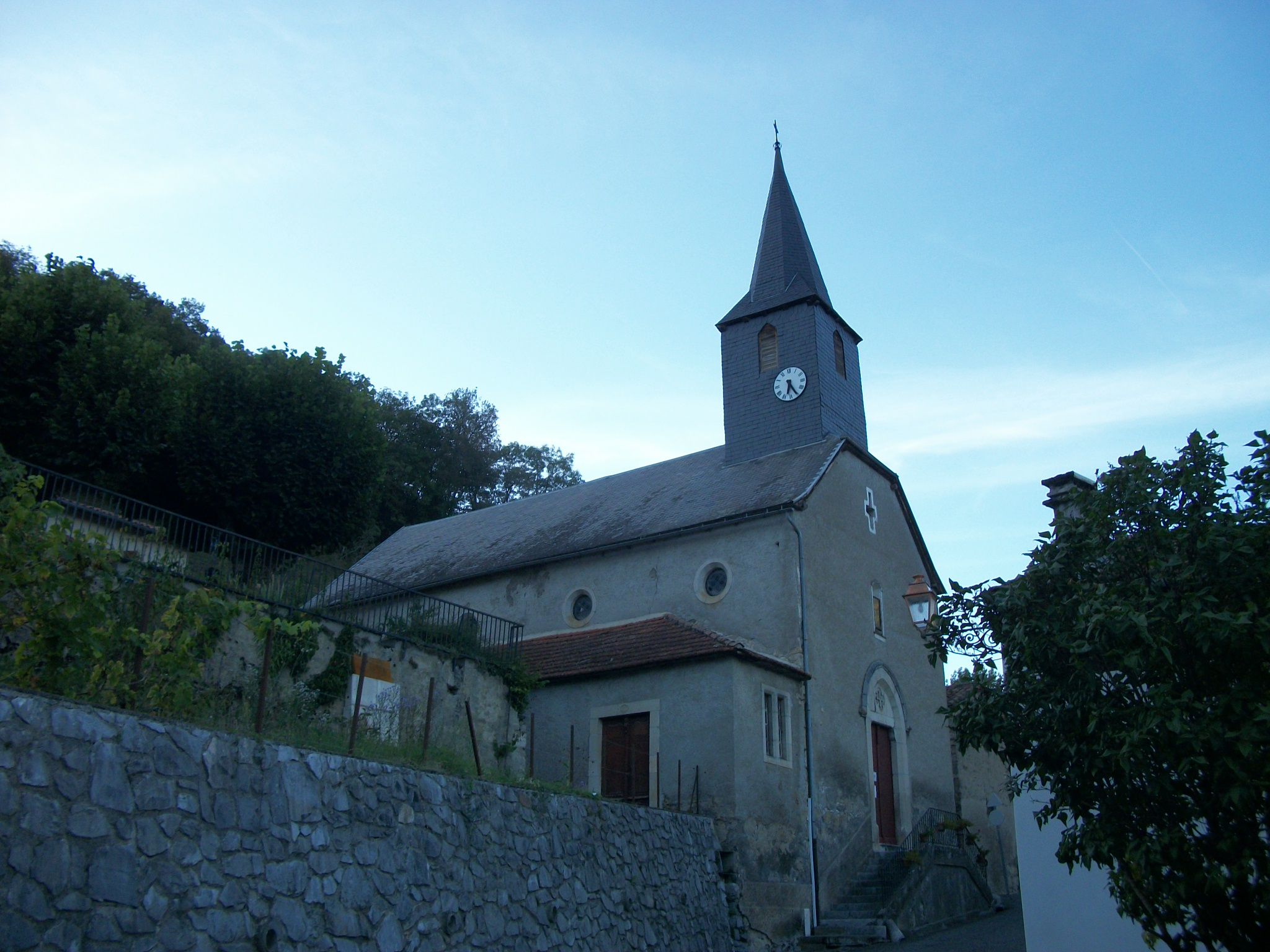
L'église Saint-Félix.
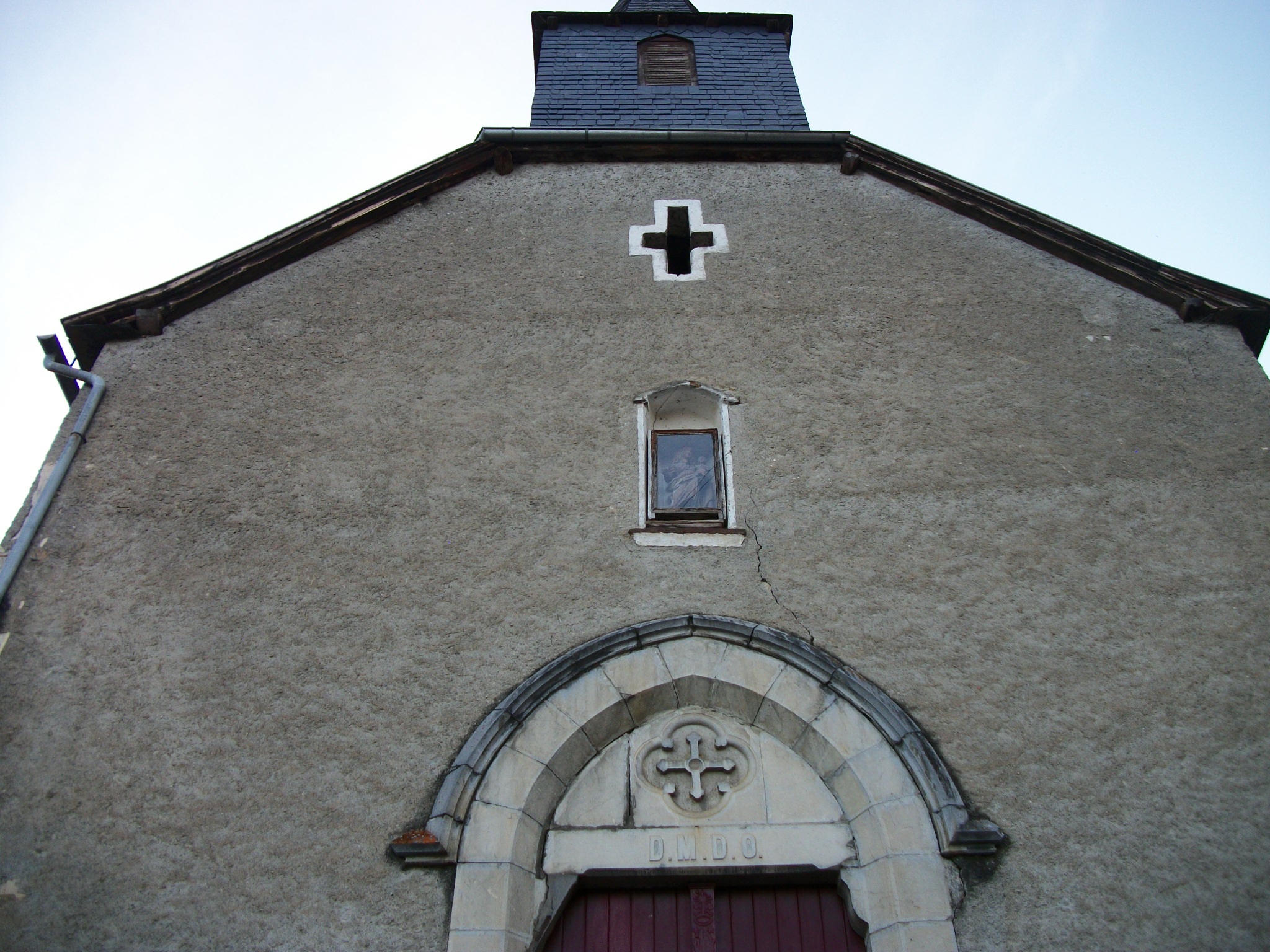
La façade de l'église avec une statue de la Vierge à l'Enfant protégée dans un coffret et une vitre.
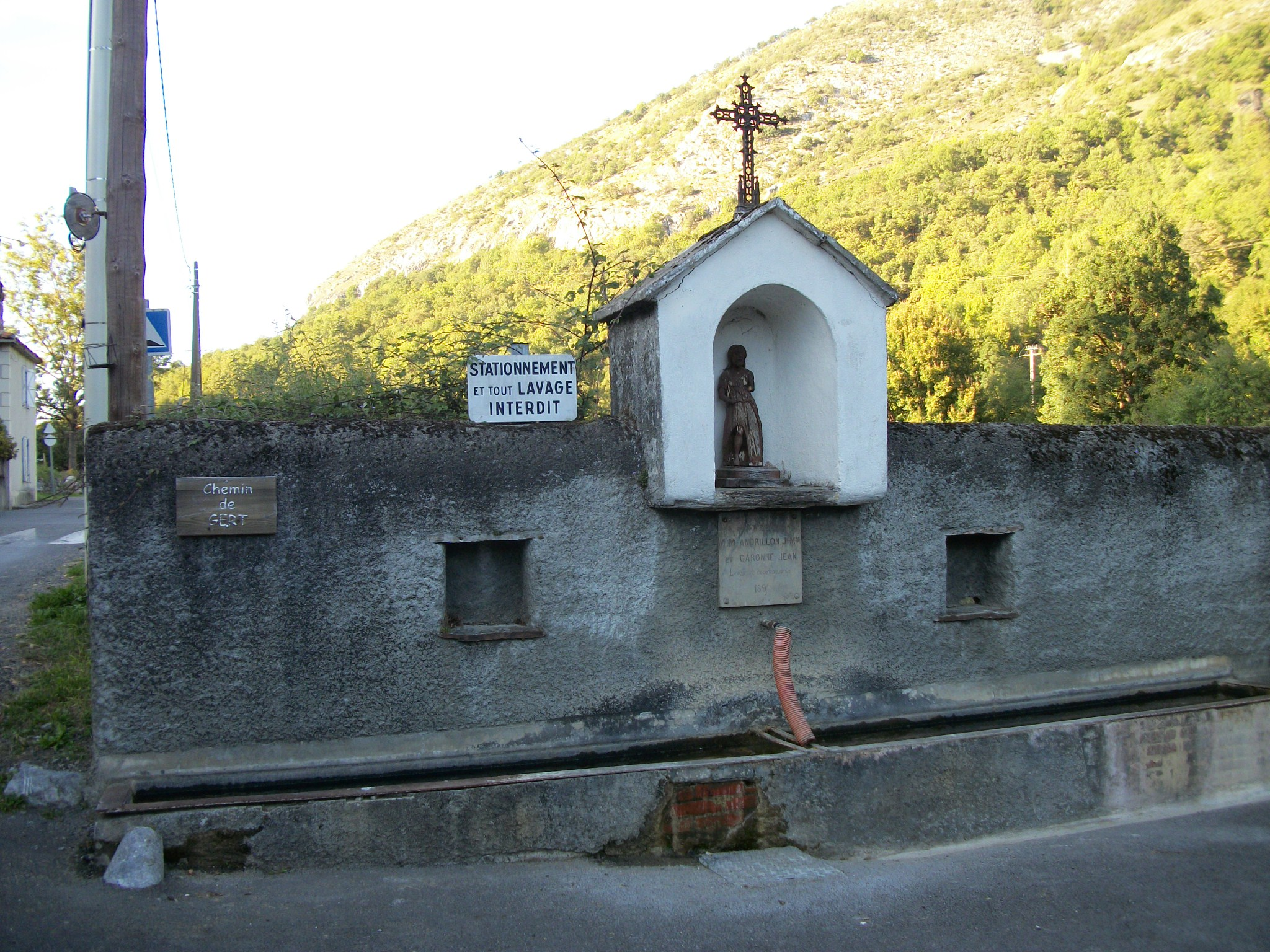
Abreuvoir et monument dédié à saint Roch.
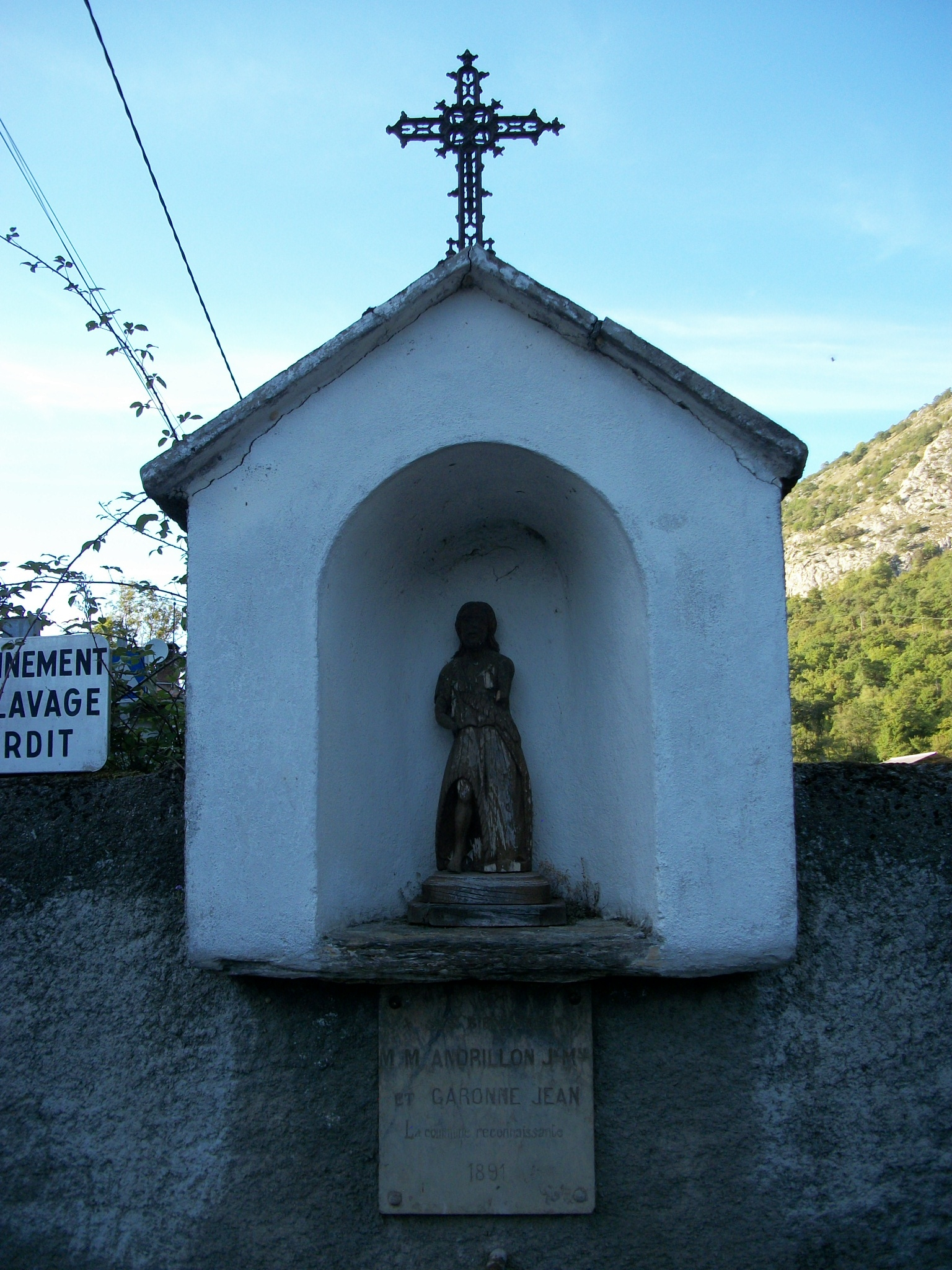
Monument dédié à saint Roch.
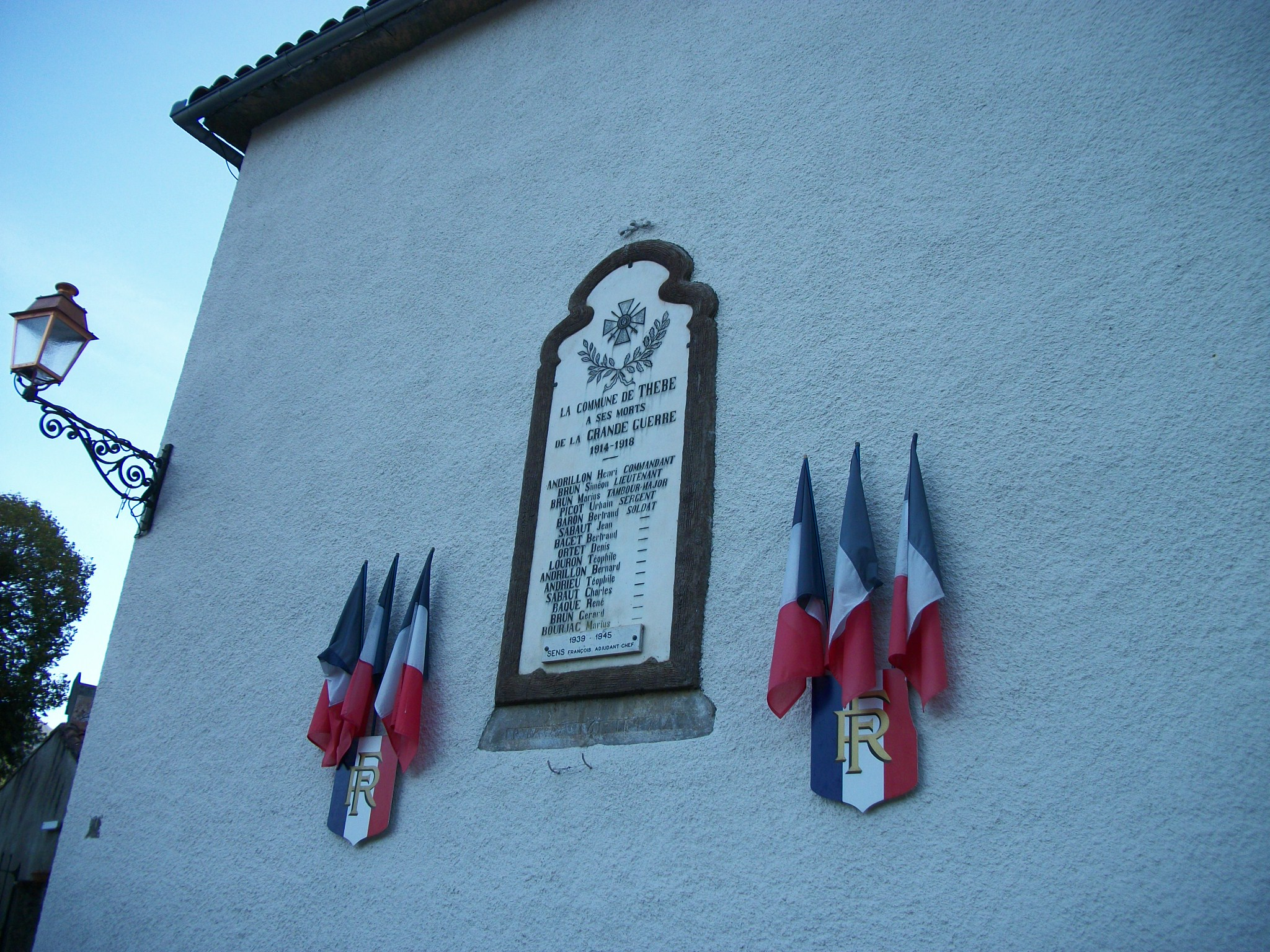
Monument aux morts.
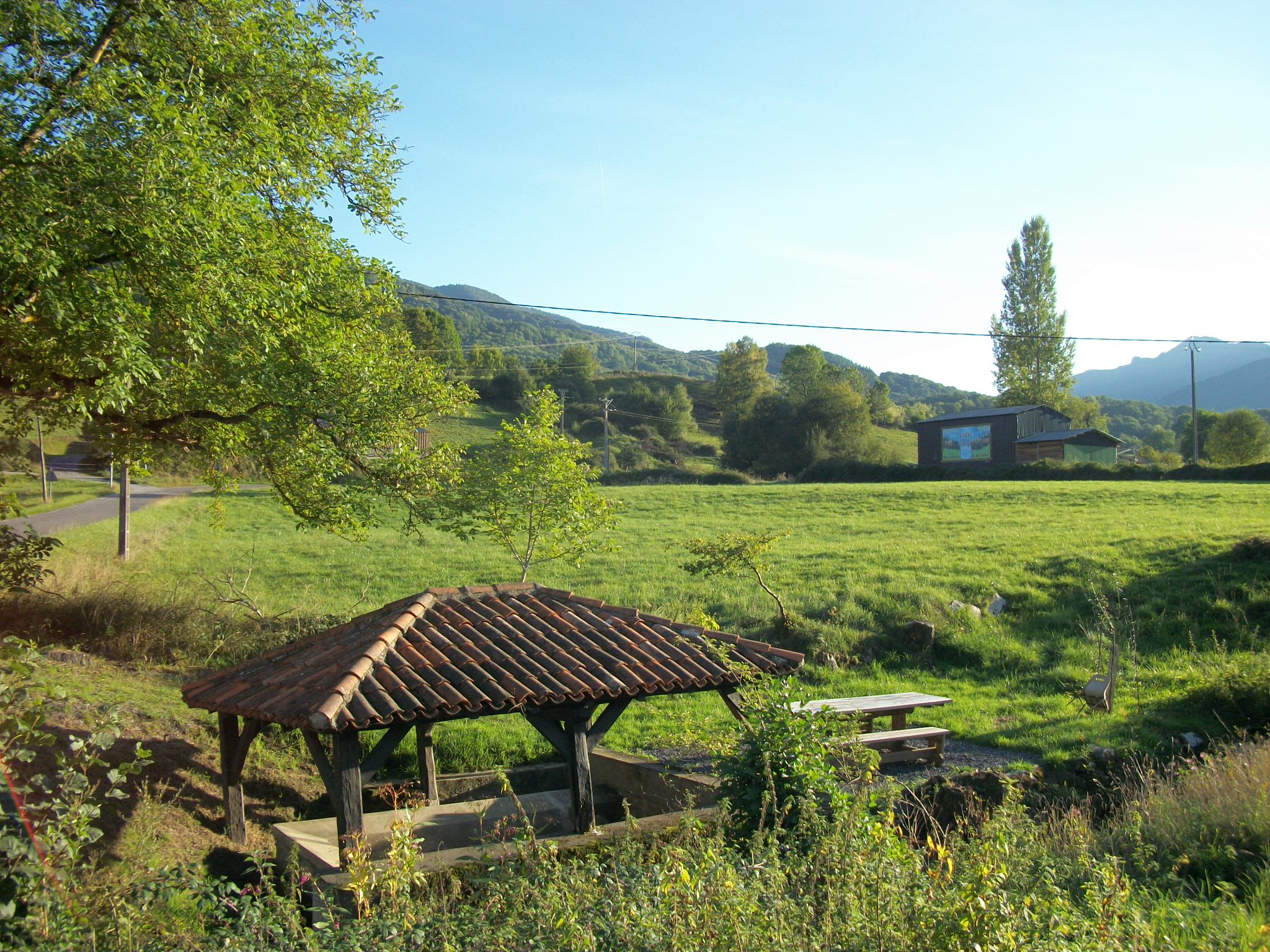
Un lavoir et une aire de pique-nique.
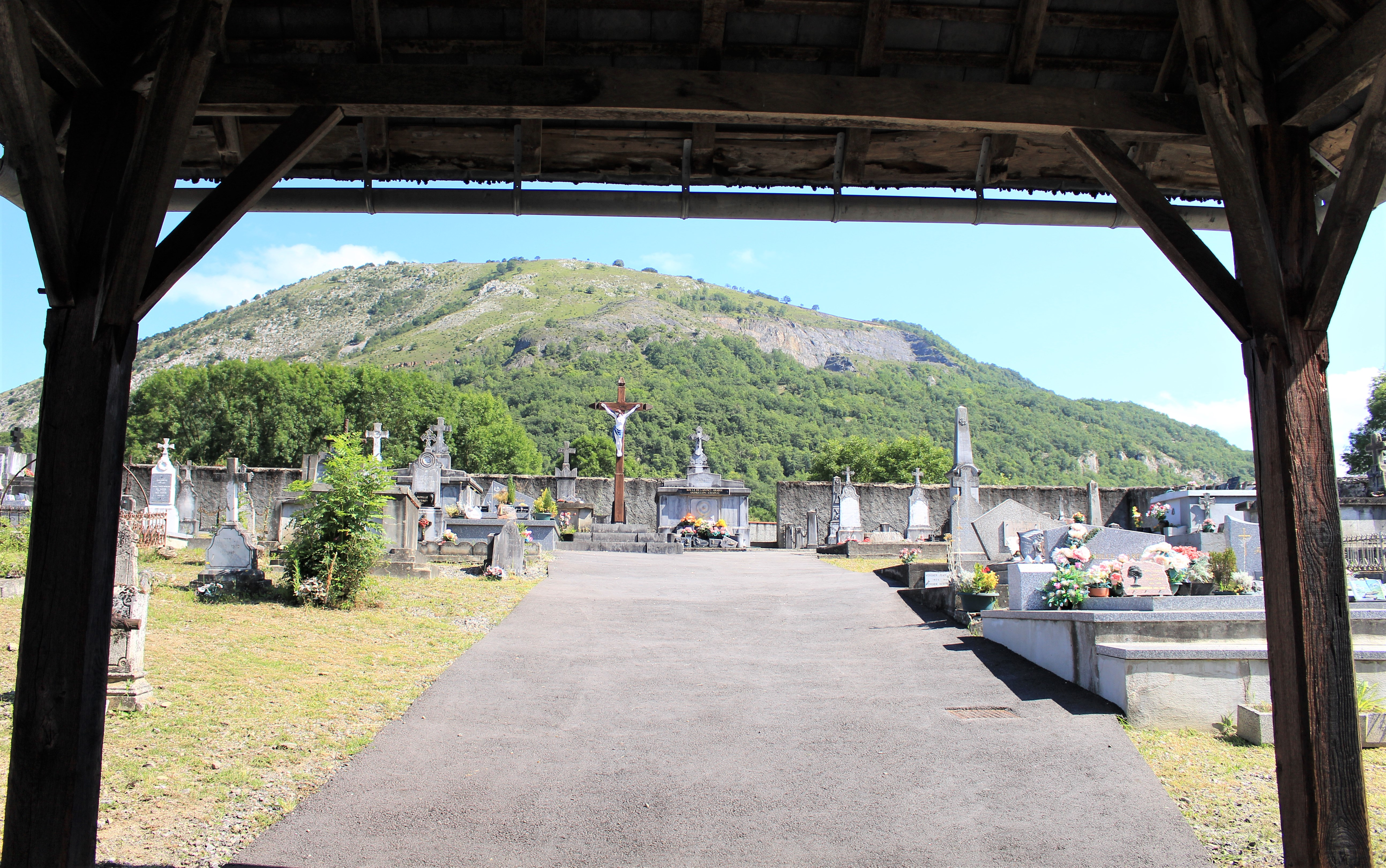
Le cimetière.
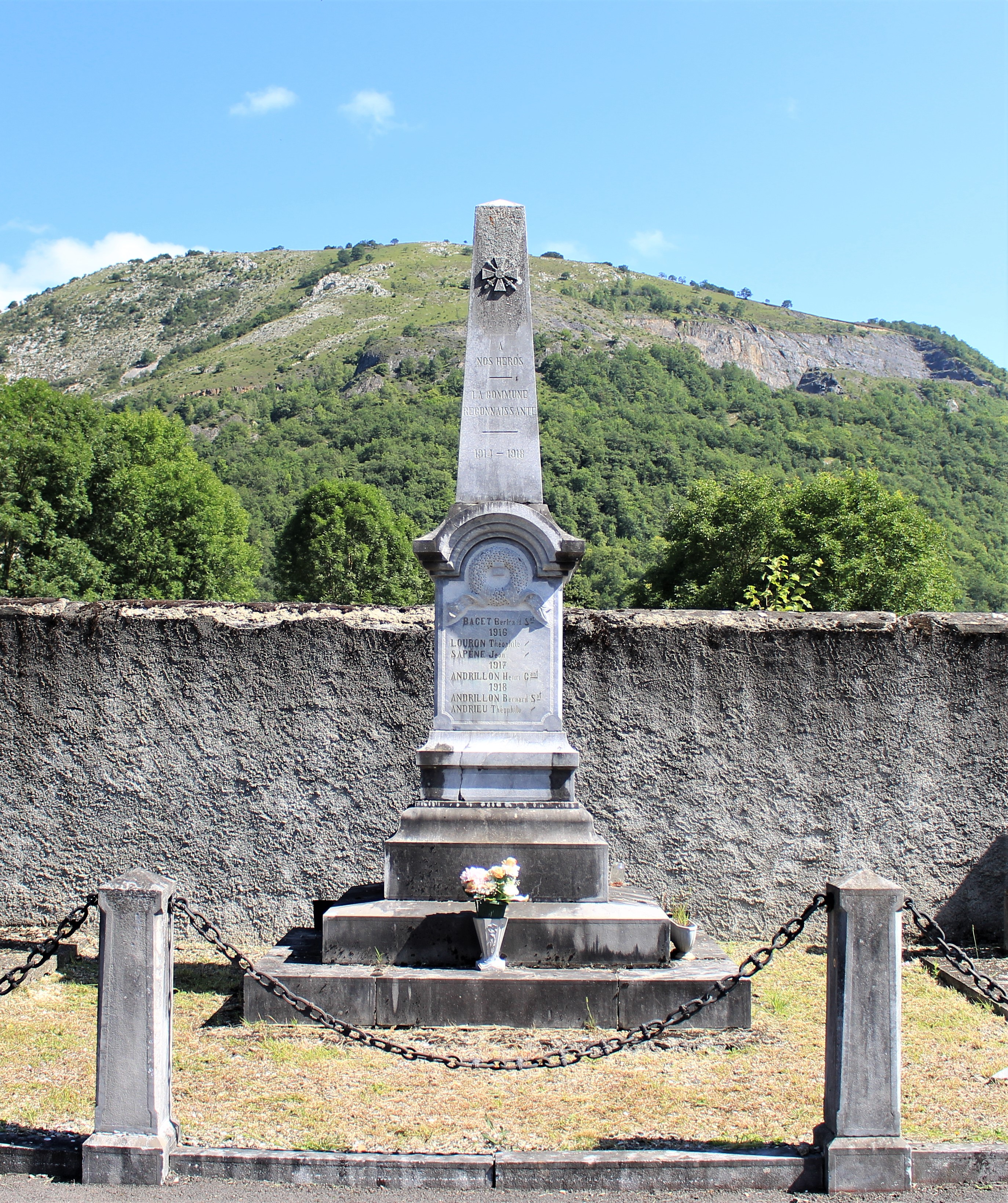
Le monument aux morts du cimetière.
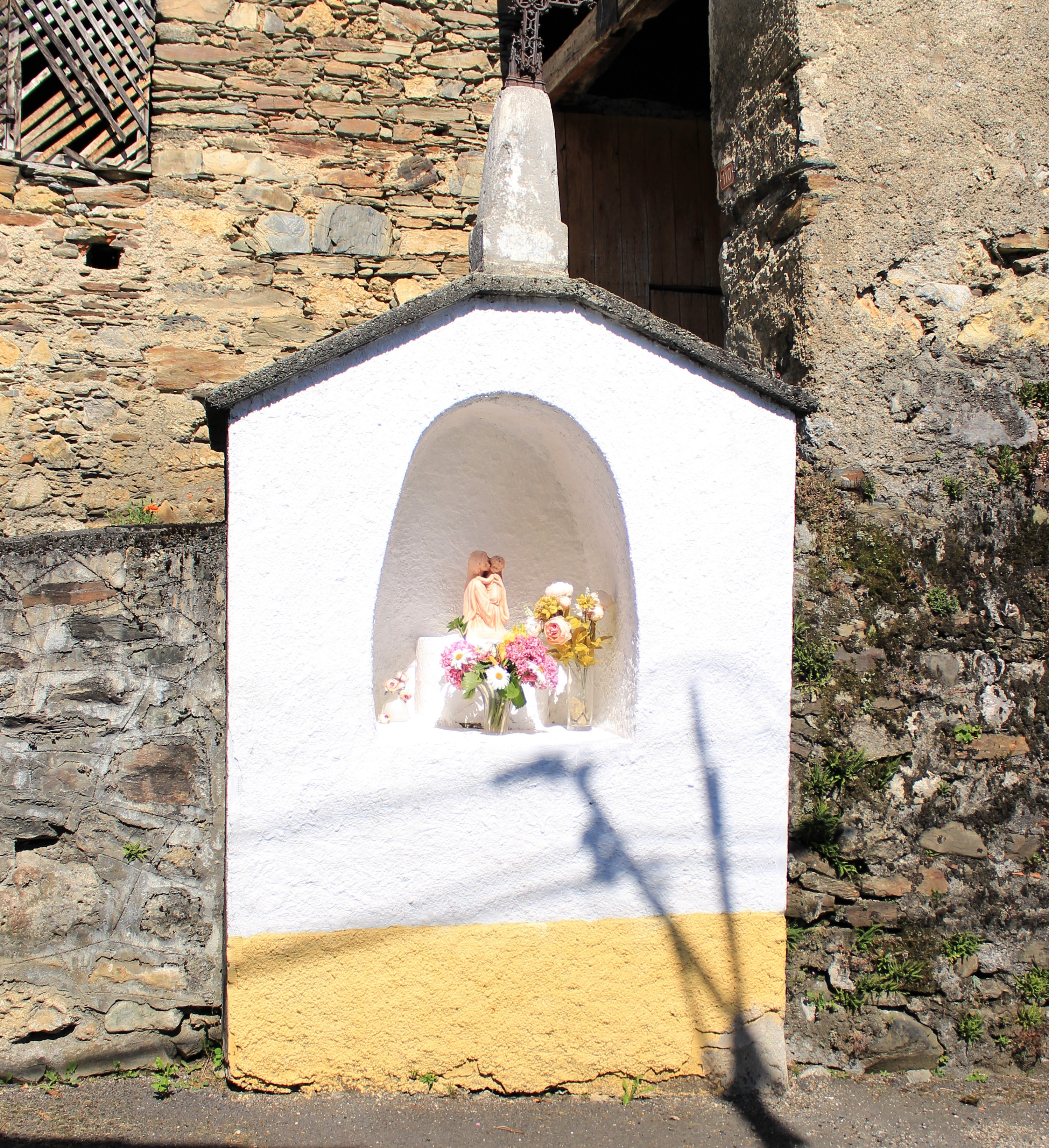
L'oratoire.
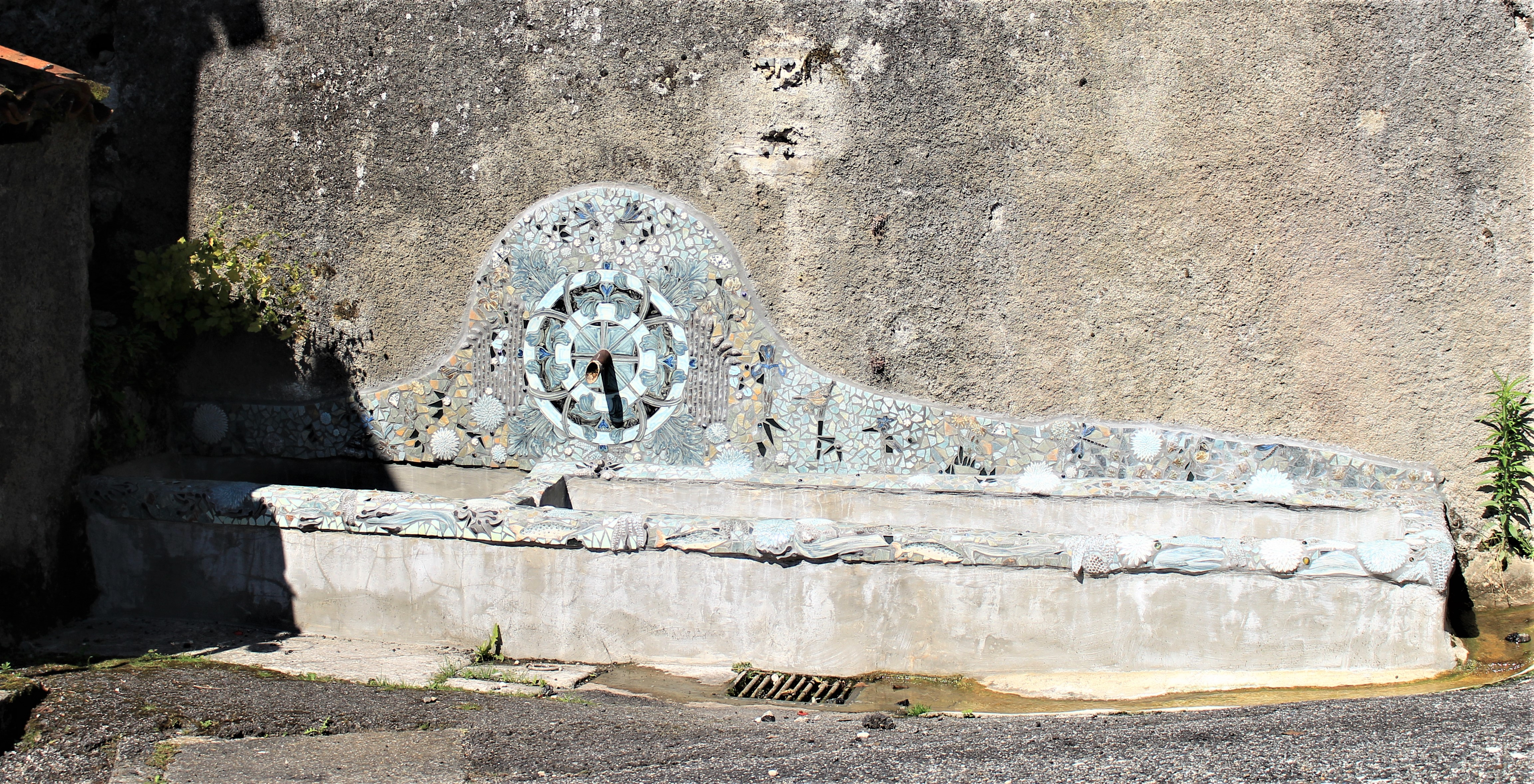
Une fontaine.